# برنت سکستون
برنت سکستون (انگلیسی: Brent Sexton؛ زادهٔ ۱۲ اوت ۱۹۶۷) یک هنرپیشه اهل ایالات متحده آمریکا است. وی از سال ۱۹۸۹ میلادی تاکنون مشغول فعالیت بوده‌است.
او در فیلم سرسخت بازی کرده است.